# Бонкув (Пшисуський повіт)
Бонкув (пол. Bąków) — село в Польщі, у гміні Русинув Пшисуського повіту Мазовецького воєводства.
Населення — 173 особи (2011).
У 1975-1998 роках село належало до Радомського воєводства.

## Демографія
Демографічна структура станом на 31 березня 2011 року:
|          | Загалом | Допрацездатний вік | Працездатний вік | Постпрацездатний вік |
| -------- | ------- | ------------------ | ---------------- | -------------------- |
| Чоловіки | 85      | 20                 | 43               | 22                   |
| Жінки    | 88      | 19                 | 41               | 28                   |
| Разом    | 173     | 39                 | 84               | 50                   |